# Vrély
Vrély település Franciaországban, Somme megyében. Lakosainak száma 457 fő (2022. január 1.). Vrély Beaufort-en-Santerre, Caix, Méharicourt, Rosières-en-Santerre és Warvillers községekkel határos.

## Népesség
A település népessége az elmúlt években az alábbi módon változott:
| Lakosok száma | 447  | 436  | 440  | 437  | 443  | 449  | 452  | 450  | 457  |
|               | 2013 | 2015 | 2016 | 2017 | 2018 | 2019 | 2020 | 2021 | 2022 |